# Eucalanus hyalinus
Eucalanus hyalinus är en kräftdjursart som först beskrevs av Claus 1866.  Eucalanus hyalinus ingår i släktet Eucalanus och familjen Eucalanidae. Inga underarter finns listade i Catalogue of Life.